# Nizozemsko na Letních olympijských hrách 1980
Nizozemsko na Letních olympijských hrách 1980 v Moskvě reprezentovala výprava 75 sportovců, z toho 57 mužů a 18 žen v 10 sportech.

## Medailisté
| Medaile | Jméno                                                          | Sport    | Disciplína                        |
| ------- | -------------------------------------------------------------- | -------- | --------------------------------- |
| Stříbro | Gerard Nijboer                                                 | Atletika | Muži maratonský běh               |
| Bronz   | Henk Numan                                                     | Judo     | Muži do 95 kg                     |
| Bronz   | Conny van Bentum Reggie de Jong Annelies Maas Wilma van Velsen | Plavání  | Ženy štafeta 4 × 100 m volný styl |